# الحداد والنجد (الشاهل)

تعديل مصدري - تعديل

الحداد والنجد هي إحدى قرى عزلة الامرور بمديرية الشاهل التابعة لمحافظة حجة، بلغ تعداد سكانها 559 نسمة حسب تعداد اليمن لعام 2004.